# شبکه‌های دانش شخصی
شبکه های دانش شخصی (به انگلیسی: Personal knowledge networking) در درجه اول توسط محققان با توجه به منابع دانش بین شرکت ها، جایی که شبکه ها غیر رسمی و شخصی هستند، تصور شده اند. برخی از محققان به جای نگاه به زمینه سازمانی، جنبه های درون سازمانی را در سطح شخصی شبکه های دانش سازمانی، جایی که فرایندهای مدیریت دانش آغاز و پایان می یابند، بررسی می کنند. فناوری ها و رفتارهای مختلف از شبکه دانش شخصی به عنوان مثال ویکی ها، سندیکای کاملاً ساده (RSS) و شبکه های ارتباطی پشتیبانی می کنند. منافع همچنین با این درک است که KM می تواند بدون بسیاری از حاکمیت های صریح اتفاق بیفتد. این روند در مقابل KM سازمانی سنتی از بالا به پایین "KM پایه ای" نامیده می شود.